# Caríntia
Caríntia (en alemany Kärnten, en eslovè Koroška) és un dels 9 estats (bundesland) en què es divideix administrativament Àustria. La seva capital és Klagenfurt (en eslovè: Celôvec, pronunciat: Tselovets). En els municipis meridionals de l'estat hi viu una minoria eslovena. Aquesta franja sud ha estat territori disputat entre Àustria i Iugoslàvia (i Eslovènia). Al final Iugoslàvia es va quedar una part de la Caríntia antiga.
La Caríntia eslovena (en eslovè: Koroška statistična regija o Koroška regija), que fa frontera amb la Caríntia austríaca, correspon a la part de l'antiga Caríntia (la marca de Caríntia i després el ducat de Caríntia) que va acabar formant part del "Regne dels Serbis, Croats i Eslovens" (Iugoslàvia) el 1918 i que ara és una regió d'Eslovènia.

## El nom
L'origen de la paraula “Caríntia”, com també passa amb les paraules Carnia i Carniola, no s'ha arribat a establir definitivament. Sembla que el nom es va començar a fer servir al segle viii amb l'establiment d'unes tribus eslaves en aquest territori, però no és clar si el mot és d'origen eslau o llatí. En la Cosmografia de Ravena (feta al voltant de l'any 700) se'n parla de la tribu eslava dels “Carantani”, tot dient que eren els veïns a l'est dels bàvars. Pau el Diaca, però, en la seva Historia Langobardorum escrita al segle viii, anomena els “eslaus de Carnuntum, als quals se'ls diu erròniament Carantanum“.
Entre les diverses teories etimològiques que s'han proposat, hi ha una que diu que el mot “Carantani” podria derivar d'una arrel carant-, que seria d'origen protoindoeuropeu *karra («roca»), que també es pot observar en la paraula en furlà carantàn; una altra proposta el relaciona amb la paraula d'origen celta *karantos («amic, aliat»). També podria ser que el mot eslovè *korǫtanъ fos adoptat del llatí *carantanum, o bé que el topònim Koroška, derivat del protoeslové *korǫt’ьsko, estigués relacionat amb un mot anterior, potser llatí, *carantia.

## Geografia

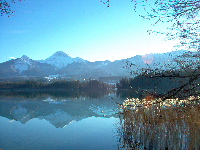
El llac Faak i els Karawanks al fons.

Caríntia abasta uns 180 km d'Est a Oest i 70 km de Nord a Sud, que ocupen una àra de 9.536 km² i és el cinquè estat austríac per grandària. Les principals ciutats i llacs de Caríntia estan a la plana de Klagenfurt, una conca sedimentària alpina que ocupa la cinquena part de Caríntia. Aquestes terres baixes difereixen de les terres altes situades al Nord-oest de l'estat, que s'estenen fins a la cadena principal dels Alps.
Hi ha diverses serralades que envolten Caríntia: els Alps Càrnics i els Karawanks, que formen la frontera amb la regió italiana del Friül - Venècia Júlia i amb Eslovènia; al Nordoest la serralada Tauern, part de la qual és el Mont Grossglockner (3.797 m), que separa de l'estat de Salzburg; al Nord-est i Est, més enllà està el coll de muntanya Packsattel que separa de l'estat d'Estíria.
El principal riu de Caríntia és el Drava (Drau), que forma una vall contínua des del Tirol Est fins a l'Oest. Els seus afluents són: el Gurk, el Glan, el Lavant i el Gail. També hi ha llacs: el Wörter See, el Millstätter See, Ossiach i el Faak.

## Clima

Mapa del relleu de Caríntia.

El clima de Caríntia és humit del tipus continental, amb estius de temperatures moderades i humits mentre que els hiverns són llargs i de temperatures baixes. En les dècades recents, els hiverns han estat excepcionalment secs. La precipitació màxima a l'estiu sovint pren la forma de pluja intensa o de tempesta, sobretot a les zones de muntanya. La serralada principal alpina, al nord, divideix meteorològicament en dos espais oposats de sobrevent i sotavent que sovint produeix l'efecte Föhn.
A causa del relleu divers hi ha diversos microclimes, això no obstant la mitjana d'hores de sol és la més alta de tots els estats d'Àustria. A la tardor i a l'hivern, es produeix el fenomen d'inversió tèrmica, caracteritzat per un aire gelat una densa boira que cobreix les valls amb gebre, i condensa la pol·lució (smog) a les parts baixes, mentre que a les parts altes llueix el sol i la temperatura es suavitza.

## Fauna
A Caríntia està habitada per unes 15.000 espècies d'animals. Els animals autòctons més antics són: una papallona anomenada localment Apol·lo dels Alps (Parnassius phoebus), la marmota alpina (Marmota marmota) i l'isard (Rupicapra rupicapra) i la llebre de les neus (Lepus timidus).
La major part de la fauna de Caríntia és originària de las zones forestales d'Europa i Àsia (fauna bàltica). Aquestes espècies van migrar quan Caríntia es va reforestar. Representants típics són: l'escarabat cérvol (Lucanus cervus), la papallona Saturnia (Saturnia pyri) i l'escurçó (escurçó europeu).
Unes 150 espècies només es troben a Caríntia. Alguns exemples d'aquests endemisme són: el caragol de Caríntia (Macrogastra badia carinthiaca), l'armadillo de Caríntia (Armadillidium carinthiacum) i el caragol de muntanya de Caríntia (Miramella carinthiaca).

## Història
Els primers assentaments humans a Caríntia daten del Paleolític. S'han trobat restes arqueològiques d'aquesta època en una cova a prop de Griffen, que daten de fa 30.000 anys; altres assentaments més grans son a les zones de Lavattal, Maria Saal i Villach, que van estar habitades des del 3000 aC. Al llac Keutschach es van descobrir les restes d'un palafit, que forma part del conjunt de palafits de la zona dels Alps declarat patrimoni protegit per la UNESCO.
Les restes d'un esquelet a Friesach, datat vers el 2000 aC, evidencia l'existència d'una població permanent d'economia agrícola intensiva que complementaven amb l'extracció i comerç de sal. Aquest establiment va ser contemporani amb el de la cultura dels camps d'urnes i el de cultura de Hallstatt; de fet, se n'ha trobat cementiris dels Hallstatt a: Dellach (Gurina), a Rosegg (Frög), al mont Gracarca i al sud-est del llac Klopein.

### Nòric

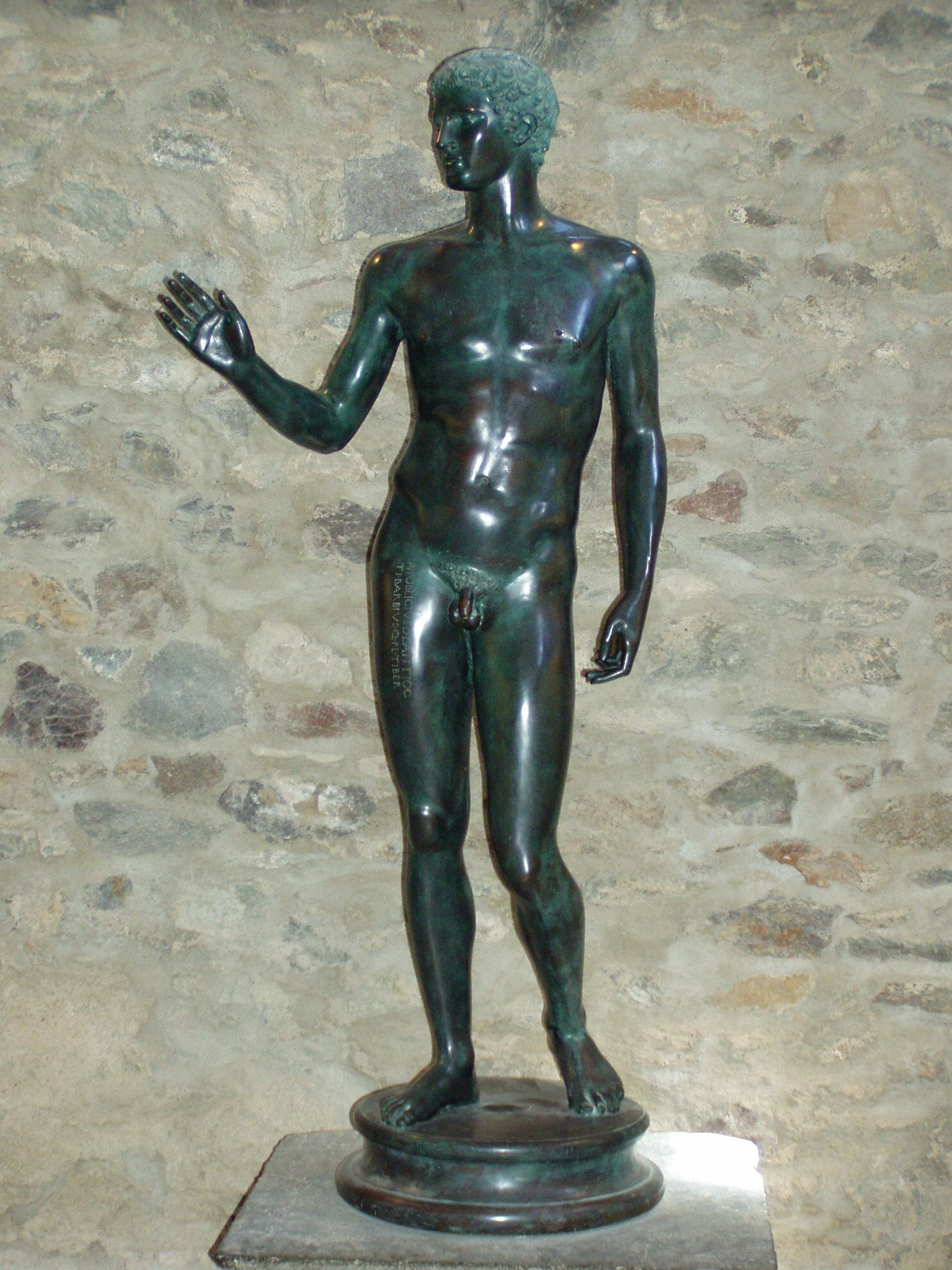
El jove de Magdalensberg, estàtua d'època romana que es va trobar a Magdalensberg.

Vers l'any 300 aC, diverses tribus d'il·liris i de celtes es van unir per formar el Regne del Nòric, que tenia com a capital Noreia, probablement situada en la plana de Zollfeld, a prop d'on més tard els romans fundarien Vinurum. Aquest territori era conegut per la producció de sal i de ferro; el reialme mantenia intenses relacions comercials amb els etruscs i, al llarg dels anys, va anar estenent les seves fronteres cap al nord fins a arribar al Danubi. L'Imperi Romà el va incloure l'any 17 aC com a província, amb el nom de Noricum. En aquesta època la capital administrativa va ser Virunum, i altres ciutats pròsperes de cultura romanitzada van ser: Teurnia, Santicum (Villach) i Iuenna (Globasnitz). Els romans van valorar aquesta província pel seu lloc estratègic, a més de la mineria del fero, l'or i el plom i la seva producció agrícola. En l'època de l'emperador Dioclecià (245–313), el Nòric es va dividir en dues províncies: el Nòric Ripès i el Nòric Mediterrani. Teurnia va esdevenir la seu administrativa de la Noricum mediterraneum i també va ser la primera seu episcopal en l'era cristiana.
Al segle v, a mesura que l'Imperi Romà anava en declivi, els atacs de tribus germàniques es en aquesta zona es van fer més freqüents i la població es va replegar cap a la part alta de les muntanyes. L'any 408 l'exèrcit visigot, comandat per Alaric I, van penetrar en el Nòric procedents dels Alps Càrnics i van establir una aliança amb el general romà Estilicó, a conseqüència de la qüal Estilicó va ser executat pels seus com a traïdor. Des del 472 els ostrogots i els alamans es van enfrontar al Nòric i finalment el 476 aquest territori va quedar com a província del reialme recentment establert per Odoacre, el Regne d'Itàlia, que des del 493 es va dir Regne Ostrogot. L'emperador romà d'Orient Justinià I va conquerir aquesta regió durant la guerra gòtica (535-554) i el va incorporar al seu imperi.

### Carantània

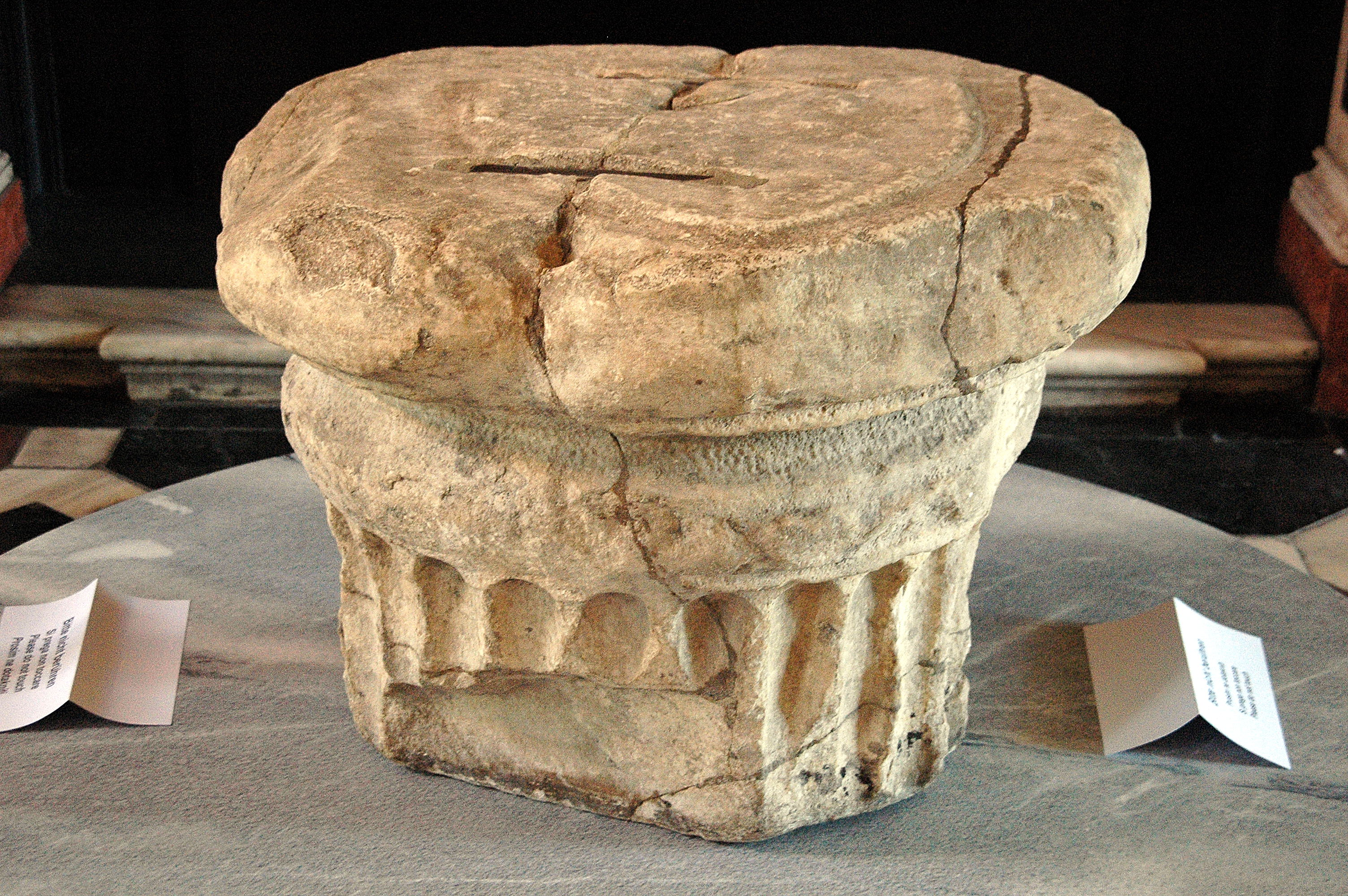
La pedra dels prínceps, conservada en el museu Landhaus de Klagenfurt.

A partir del 591, Teodobert I rei dels francs va provar d'incorporar el Nòric als seus territoris i va enviar colons bàvars a establir-se a la vall del Puster. Aquests, però, no van durar gaire, ja que poc després van ser expulsats per tribus eslaves, les quals van arribar empeses pels atacs dels àvars. Amb l'establiment dels eslaus, entre les valls del Drava, el Mur i el Sava, es creà vers l'any 600 el Principat de Carantania. Els supervivents celtoromans que ja habitaven aquests territoris van ser assimilats i es van unir amb l'objectiu comú d'aturar l'avanç dels francs i dels àvars. D'aquesta època és l'anomenada pedra del principat, que es feia servir en la cerimònia de presa de possessió del càrrec de príncep.
Els primers governants del Principat de Carantània es van unir a l'Imperi de Samo, fins que el príncep Borut, vers l'any 743 va demanar suport al duc Odiló de Baviera contra els invasors àvars i aquest els la va concedir a canvi del seu vassallatge. Com a part del Ducat de Baviera, Caríntia va restar inclosa en els ducats arrel que van constituir el Regne Franc Oriental. En aquesta època Caríntia va ser cristianitzada per segona vegada per missioners enviats per la diòces de Salzburg. El bisbe Vergilius va educar Cacatius, fill del príncep Borut, i també el nebot Cheitmar. L'any 767, a petició del príncep, el bisbe va enviar Modest com a vicari, el qual va fer construir les esglésies de Teurnia i de Maria Saal. Després d'una revolta que demanava el retorn al paganisme, el 772 el duc Tassiló III de Baviera va anar a sotmetre per la força el territori.
Uns anys després, el 788, el duc Tassiló III va ser deposat per Carlemany i Caríntia va passar a ser part de l'Imperi Carolingi. Amb el Tractat de Verdun (843), Caríntia va quedar dins el territori de la Francia Occidentalis, governada per Lluís el Germànic, net de Carlemany, on va tenir la categoria de ducat. Els ducs de Caríntia van fer servir la pedra del principat, igual com feien servir els antics prínceps, en el ritual d'investidura, cerimònia que es feia a Karnburg emprant l'idioma eslové fins al 1414, data en què Ernest d'Habsburg va jurar el càrrec.

### Marquesat i Ducat de Caríntia
El Marquesat de Caríntia es va crear el 889 amb els territoris guanyats per Lluís, fill de Carloman, rei de Baviera al seu fill natural Arnulf de Caríntia. Arnulf havia assumit el títol de duc de Caríntia el 880 i s'havia unit al seu oncle Carles el Gras, rei dels francs occidentals, el 887.
Caríntia va quedar separada el 976 de Baviera quan l'emperador Otó II va vèncer el duc Enric II de Baviera, i va esdevenir un ducat independent dins el Sacre Imperi Romanogermànic. Aquest ducat comprenia terres des de la mar Adriàtica fins gairebé la riba del Danubi.
El 1040, la Marca de Carniola es va separar del Ducat de Caríntia i vers el 1180 també ho va fer Estíria. A la mort del duc Enric I de Bohèmia el 1335, Caríntia va passar sota domini dels germans Habsburg, Albrecht II i Otó IV, i va romandre en aquesta dinastia fins al 1918. Quan el 1806 es va dissoldre el Sacre Imperi, Caríntia va quedar incorporada dins del Regne d'Il·líria, que era una part administrativa de l'Imperi Austríac; en l'època napoleònica es va dir Província d'Il·líria, però va recuperar l'estatus de ducat el 1849. Amb la creació el 1867 de l'Imperi Austrohongarès, Caríntia va formar part de la Cisletània, és a dir la regió nord i oest.

### Formació de l'actual Caríntia
A finals del 1918, era evident que l'Imperi Austrohongarés es dissoldria i el 21 d'octubre els membres del Reichsrat o Consell Imperial dels territoris de parla alemanya es va reunir a Viena per crear un nou estat. Van acordar que els territoris eslaus (la Baixa Estíria i dues valls de Caríntia al sud de la serralada dels Karawanken: Jezersko i Mießtal) no en formarien part. L'11 de novembre el parlament provisional de Caríntia va aprovar el document i l'endemà el canceller Karl Renner va signar l'acta.

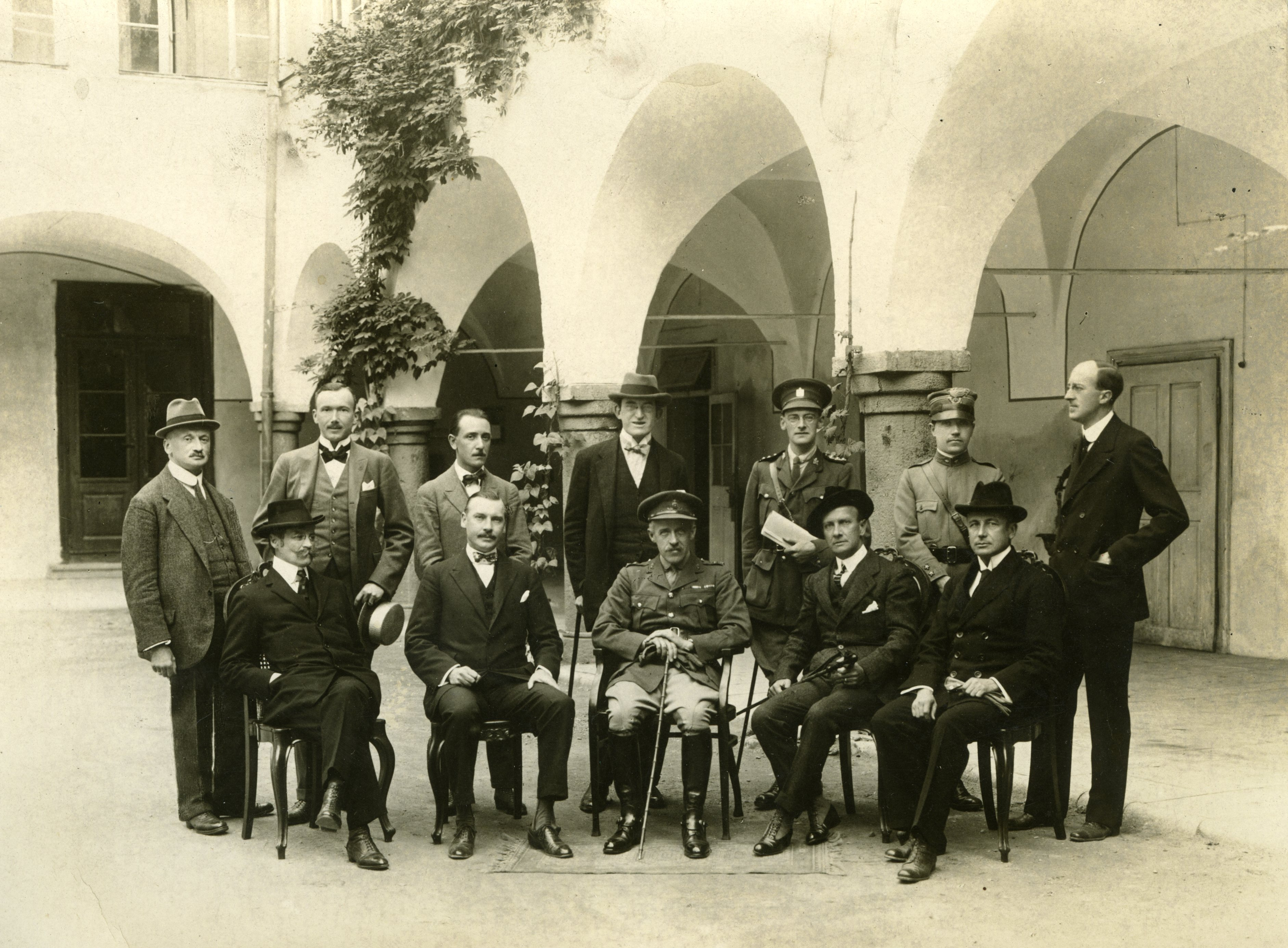
La comissió aliada per la supervisió del referèndum del 1920.

Acabada la primera guerra mundial, les fronteres de Caríntia van ser disputades. El 5 de novembre del 1918, un grup de milicians eslovens comandats per Franjo Malgaj van envair Caríntia, tot seguit se'ls va unir l'exèrcit eslovè comandat per Rudolf Maister. Amb el suport regular de l'exèrcit, van ocupar el sud i van reclamar el territori per crear l'Estat dels Eslovens, Croats i Serbis (Kraljevina Srba, Hrvata i Slovenaca, o SHS) després conegut com a Iugoslavia. El govern provisional d'aquest estat va fugir cap a Spittal an der Drau i, veient que sorgien milícies populars en contra d'aquesta reforma fronterera, van decidir declarar resistència armada. La resistència i les tropes iugoslaves es van trobar al nord del riu Drava, a la ciutat de Völkenmarkt, cosa que va alarmar els aliats, que en aquell moment estaven a la conferència de pau de París.
Una comissió d'aliats, dirigida per l'estatunidenc Sherman Miles va estudiar la situació in situ i va recomanar establir la carena de les muntanyes Karawanken com a frontera natural i mantenir intacta la plana de Klagenfurt, per respectar el punt número 10 proposat per Woodrow Wilson, seguit d'un referèndum a l'àrea en disputa. Es va acordar un armistici entre el 14 de gener i el 7 de maig del 1919, durant el qual les tropes iugoslaves van abandonar la zona i les tropes austríaques l'ocupaven.
Amb el Tractat de Saint-Germain-en-Laye del 10 de setembre del 1919, les dues petites valls de l'antiga Caríntia, de parla eslovena, situades al sud dels Karawanken —Jezersko i Meza— juntament amb la ciutat de Dravograd més 331 km² van quedar annexades al Regne de Iugoslàvia. Aquestes parts són actualment part de Koroška (República d'Eslovènia). Per altra banda, Val Canale (en alemany: Kanaltal), inclosa la ciutat fronterera de Tarvisio (en alemany Tarvis, en eslovè Trbiž) i el santuari de Maria Luschari (en eslové Svete Višarje), que fan un total de 445 km², van ser cedits a Itàlia, i formen part de la província d'Udine.
Pel que fa al referèndum es va dividir el territori electoral en dues zones: A, amb els territoris tradicionalment habitats per eslovens, i B formada principalment amb els de parla alemanya. Els votants de la zona A es van decidir majoritàriament a favor de pertànyer a Iugoslàvia i poc després, el 10 d'octubre, es va votar a la zona B amb el següent resultat: gairebé el 60% a favor de romandre dins d'Àustria, de la qual cosa es dedueix que un 40% de parla eslovena va votar en contra de la divisió de Caríntia. Els observadors iugoslaus d'aquest plebiscit van protestar dient que s'havien produït irregularitats, però que en definitiva no variaven el resultat. El 22 de novembre del 1920 les tropes de francesos, britànics i italians van abandonar la zona. Posteriorment hi hagueren intents iugoslaus de tornar a ocupar-la.
Caríntia, que fins al moment havia tingut una economia de base agrícola, durant la dècada del 1920 es va esforçar per muntar infraestructures que beneficiessin el turisme, com ara la carretera alpina que uneix Bruck (Estat de Salzburg) amb Heiligenblut (Estat de Caríntia), l'aeroport de Klagenfurt, i el club alpí austríac (Österreichischer Alpenverein). Caríntia es va veure molt afectada per la gran depressió econòmica dels anys 1930, fet que va impulsar la política austríaca cap a l'extremisme. Aquesta situació va culminar amb l'aparició del feixisme austríac el 1938 i en l'annexió d'Àustria pel Tercer Reich (Anschluss). El partit nazi va prendre el control sobre Caríntia, que va quedar inclosa en la regió (Reichsgau) del Tirol Est i va tenir com a governants: Franz Kutschera, Hubert Klausner i Friedrich Rainer, que van tenir el càrrec de Gauleiter i Reichsstatthalter.
Durant la Segona Guerra Mundial, un grup d'uns 3.000 eslovens van fer resistència al sud de Caríntia. Les ciutats de Klagenfurt i Villach van patir atacs aeris, però l'exèrcit aliat no va penetrar en Caríntia fins al 8 de maig del 1945. En els darrers temps de la guerra, Gauleiter Rainer va provar d'implementar un pla segons el qual Caríntia seria un dels reductes-fortins dels nazis (Alpenfestung), però aquest pla va fallar i les tropes sota Rainer es van rendir en arribar l'exèrcit britànic. Igual com havia passat després de la primera guerra mundial, les tropes iugoslaves van ocupar parts de Caríntia, inclosa la capital Klagenfurt, però aviat van ser expulsades pels britànics, amb el vist i plau de la Unió Soviètica.
Caríntia, Tirol Est, i Estíria, com a part ocupada pels britànics en el repartiment dels aliats, van ser on es va organitzar la repatriació dels soldats cosacs que havíen col·laborat amb els nazis. El 1955 els aliats, mitjançant el Tractat de l'Estat Austríac, van abandonar la zona i es va restaurar la sobirania d'Àustria. Les relacions entre els carintis de parla alemanya i els de parla eslovena van continuar sent problemàtiques. Hi van haver posicionaments divergents sobre la implementació de la protecció dels drets de les minories, establert per l'article 7 del tractat.

## Divisions administratives

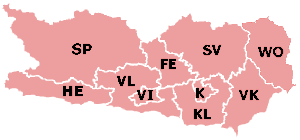
Els deu districtes de Caríntia.

Caríntia té un total de 132 municipis, dels quals 17 tenen estatus de ciutat i 40 el de poblacions amb tradició de mercat (Marktgemeinden). Els municipis estan organitzats en vuit districtes (Bezirke) rurals i dos urbans, que són:
- Districtes urbans: Klagenfurt (K) i Villach (VI)
- Districtes rurals: Feldkirchen (FE), Hermagor (HE), Klagenfurt-Land (KL), Sankt Vein an der Glan (SV), Spittal an der Drau (SP), Villach-Land (VL), Völkermarkt (VK) i Wolsberg (WO).